# Muzeum Archidiecezji Warszawskiej
Muzeum Archidiecezji Warszawskiej – muzeum kościelne znajdujące się przy ul. Dziekania 1 w Warszawie, prezentujące zbiory sztuki sakralnej, sztuki dawnej oraz polskiej sztuki współczesnej.

## Opis
Placówka została założona w 1938. Jej pierwsza siedziba znajdowała się w trzech kamieniczkach przy ul. Kanonie. Zbiory muzeum uległy zniszczeniu podczas powstania warszawskiego.
Placówka reaktywowała działalność w 1978 z inicjatywy prymasa Stefana Wyszyńskiego. W 1980 otrzymała siedzibę w poklasztornym budynku ojców Trynitarzy przy kościele Świętej Trójcy.
W latach stanu wojennego muzeum było miejscem spotkań i imprez wspierających wolność słowa.
W 2014 rozpoczęto przenoszenie zbiorów do należącego do parafii archikatedralnej św. Jana Chrzciciela pałacu Dziekana, odnowionego i rozbudowanego przy okazji remontu katedry z przeznaczeniem na siedzibę muzeum. W styczniu 2016 muzeum rozpoczęło działalność w nowej siedzibie.

### Zbiory

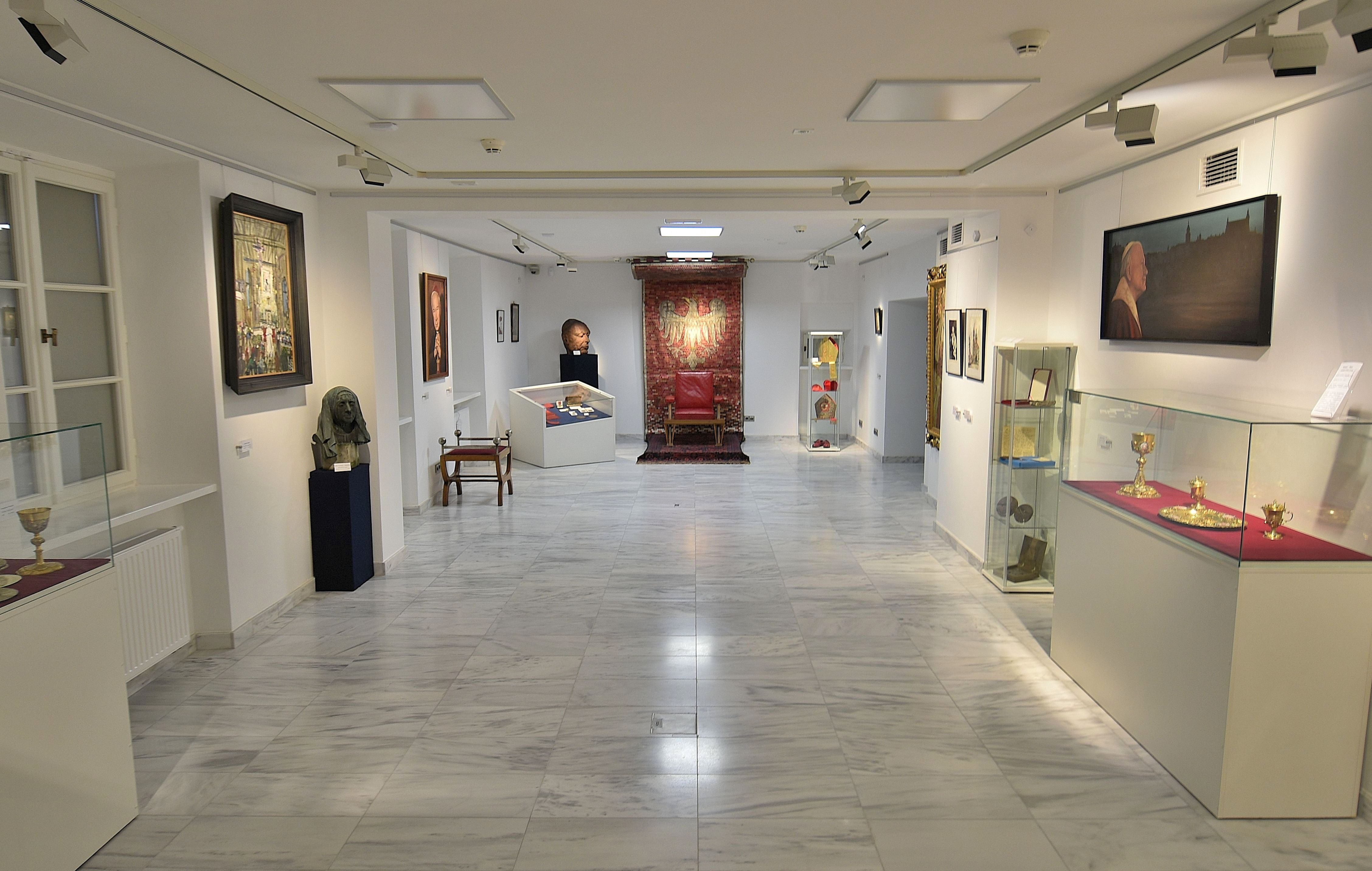
Sala na parterze

W zbiorach muzeum znajduje się ponad 20 tysięcy eksponatów w tym: malarstwo, grafiki, rzeźby, tkaniny, numizmaty, medalierstwo i złotnictwo. Zostały one zgromadzone wyłącznie drogą darowizn i depozytów. W skład kolekcji wchodzą m.in.:
- sztuka dawna od XV wieku[1],
- polska sztuka współczesna[1],
- obrazy i tkaniny z dawnego klasztoru kamedułów na Bielanach[1],
- zespół pamiątek po Stefanie Wyszyńskim[1],
- pamiątki związane z pobytami w Warszawie papieża Jana Pawła II[1],
- kolekcja malarstwa europejskiego[5].

W ekspozycji stałej znajdują się m.in. zbiór drzeworytów Albrechta Dürera z lat 1498–1511, Pokłon pasterzy z 1575 Francesco Bassano, malarstwo polskie (w tym: Jan Matejko, Stanisław Wyspiański, Jacek Malczewski i Wlastimil Hofman), kolekcja polskiego malarstwa współczesnego, w tym sztuki niezależnej z lat 80. XX w. (w tym artyści emigracyjni: Józef Czapski, Jan Lebenstein i Adam Kossowski).